# Melville (circonscription saskatchewanaise)
Pour les articles homonymes, voir Melville.
Circonscription électorale provinciale du Canada
Melville est une ancienne circonscription électorale provinciale de la Saskatchewan au Canada. Elle est représentée à l'Assemblée législative de la Saskatchewan de 1934 à 2003.

## Géographie
La circonscription était localisée dans le sud-est de la Saskatchewan, incluant la ville de Melville.

## Liste des députés
| Parlement                                                                               | Années    | Député                     | Député                      | Parti                     |
| Melville                                                                                | Melville  | Melville                   | Melville                    | Melville                  |
| --------------------------------------------------------------------------------------- | --------- | -------------------------- | --------------------------- | ------------------------- |
| 8e                                                                                      | 1934–1935 |                            | James Garfield Gardiner     | Libéral                   |
| 8e                                                                                      | 1935–1938 | Ernest Walter Gerrand (en) |                             | Libéral                   |
| 9e                                                                                      | 1938–1944 |                            | John Frederick Herman (en)  | Crédit social             |
| 10e                                                                                     | 1944–1948 |                            | William James Arthurs (en)  | CCF                       |
| 11e                                                                                     | 1948–1952 |                            | Patrick Deshaye (en)        | Libéral                   |
| 12e                                                                                     | 1952–1956 |                            | Allan Percy Brown (en)      | CCF                       |
| 13e                                                                                     | 1956–1960 |                            | James Wilfrid Gardiner (en) | Libéral                   |
| 14e                                                                                     | 1960–1964 |                            | James Wilfrid Gardiner (en) | Libéral                   |
| 15e                                                                                     | 1964–1967 |                            | James Wilfrid Gardiner (en) | Libéral                   |
| 16e                                                                                     | 1967–1971 |                            | John Russell Kowalchuk (en) | Néo-démocrate             |
| 17e                                                                                     | 1971–1975 |                            | John Russell Kowalchuk (en) | Néo-démocrate             |
| 18e                                                                                     | 1975–1978 |                            | John Russell Kowalchuk (en) | Néo-démocrate             |
| 19e                                                                                     | 1978–1982 |                            | John Russell Kowalchuk (en) | Néo-démocrate             |
| 20e                                                                                     | 1982–1986 |                            | Grant Schmidt (en)          | Progressiste-conservateur |
| 21e                                                                                     | 1986–1991 |                            | Grant Schmidt (en)          | Progressiste-conservateur |
| 22e                                                                                     | 1991–1995 |                            | Evan Carlson (en)           | Néo-démocrate             |
| 23e                                                                                     | 1995–1999 |                            | Ron Osika (en)              | Libéral                   |
| 24e                                                                                     | 1999–2001 |                            | Ron Osika (en)              | Libéral                   |
| 24e                                                                                     | 2001-2003 |                            | Ron Osika (en)              | Indépendant               |
| Circonscription fusionnée avec des parties de Saltcoats, pour former Melville-Saltcoats |           |                            |                             |                           |